# InterContinental Shanghai Wonderland
L'InterContinental Shanghai Wonderland (chinois: 上海洲际世茂仙境酒店; pinyin: Shànghǎi Zhōujì Shìmào Xiānjìng Jiǔdiàn), est un hôtel situé à proximité de Shanghai, en Chine, à 50 kilomètres du centre-ville. Gratte-terre, il a ouvert au public en novembre 2018.

## Origine
L'InterContinental Hotels Group est à l'origine du projet. C'est un groupe hôtelier multinational basé au Royaume-Uni dont les opérations comprennent plusieurs marques hôtelières. Son siège social est à Denham, dans le Buckinghamshire, près de Londres. La société britannique d'ingénierie et de conception Atkins assure le suivi technique de l'opération dans ses aspects architecturaux, structurels et de génie civil et ce de la phase conception jusqu'à la réception de l'ouvrage.

## Présentation
L'hôtel est à une heure de route du centre de Shanghai. L'hôtel, de dix-sept étages, est construit à l'intérieur d'une carrière désaffectée. Les travaux ont commencé en 2006 et l'hôtel a ouvert au public, après douze ans de travaux, le 15 novembre 2018. C'est un hôtel de luxe de 5 étoiles, avec 336 chambres et suites, pour une clientèle aisée, le premier prix pour la location d'une chambre est de 430 euros la nuit. L'hôtel a deux étages au-dessus du sol, et seize au-dessous du sol, y compris deux étages sous l'eau. Le hall d'entrée ressemble à une soucoupe volante descendant dans la carrière. Les façades de l'hôtel sont à la fois concave et convexe en résonance avec les falaises de l'ancienne carrière. Avec une surface de construction de plus de 61 000 mètres carrés, les chambres disposent toutes de balcons où les clients peuvent profiter d'une vue sur les chutes d'eau des falaises environnantes. Outre l'hôtel, le projet comprend un parc d'attraction.
Pour prévenir les inondations dans cette carrière profonde de 88 mètres, une digue a été construite. Une station de pompage permet de contrôler le niveau d'eau de la carrière et éviter des inondations en cas de fortes pluies.
Contrairement au concept architectural traditionnel pour la  construction de gratte-ciels, InterContinental Shanghai Wonderland adopte un design non conventionnel en construisant sous le niveau du sol et en utilisant le paysage naturel de la carrière.